# دكتور بسبس (فلم)
دكتور بسبس أول فيلم كوميدي إماراتي مصري تم إنتاجه عام 2019  

## قصة الفيلم[1]
الدكتور بسبس طبيب بيطري مصري لا يتقن مهنته، حيث يعمل في السيرك، ويتسبب في موت معظم الحيوانات التي يعالجها وفجأة يكتشف أنه يسمع كل الحيوانات ويفهمها فيتم استدعاؤه من قبل رجل أعمال يعيش في الإمارات لعلاج أسده، ومن هنا تأتي المفاجآت والأحداث في قالب كوميدي.

## طاقم العمل[4]

### الممثلين
- عمرو عبد الجليل
- شيماء سبت
- صبحي خليل
- بيومي فؤاد
- محمد أسامة
- نورهان الأحمدي
- أمل محمد
- بلال عبدالله
- دانيا فازان
- حسن عبدالفتاح
- خليفة الكعبي
- فيروز المرزوقي
- رانيا يوسف

### إنتاج
- بلاتوه لخدمات الإنتاج السينمائي والتليفزيوني والإذاعي ش.ذ.م.م.   (خدمات إنتاجية)
- الأحمدي للإنتاج والتوزيع الفني

### إخراج
- رضا الأحمدي (المخرج)

### تأليف
- عمرو علي (مؤلف)